# Сэквилл, Ричард, 5-й граф Дорсет
Ричард Сэквилл, 5-й граф Дорсет (англ. Richard Sackville, 5th Earl of Dorset; 16 сентября 1622 — 27 августа 1677) — английский пэр и политик.

## Предыстория
Родился 16 сентября 1622 года в Дорсет-хаусе, Лондон. Старший сын Эдварда Сэквилла, 4-го графа Дорсета (1591—1652) и Мэри Керзон (ок. 1586—1645), дочери и наследницы Мэри Левесон и сэра Джорджа Керзона из Кроксалл-Холла, Дербишир. Его старшая сестра Мария умерла в 1632 году; его младший брат Эдвард участвовал в гражданской войне в Англии, был схвачен и убит парламентскими войсками в 1646 году.

## Биография
Ричард Сэквилл заседал в Палате общин в 1640—1643 годах в качестве лорда Бакхерста, представляя Ист-Гринстед в Сассексе. Он участвовал в политических событиях, приведших к гражданской войне в Англии, был арестован парламентом в 1642 году и оштрафован на 1500 фунтов стерлингов в 1644 году. Однако после этого он не играл активной роли в конфликте. Он возобновил политическую карьеру в 1660 году; он заседал в новом парламенте или съезде, который руководил Реставрацией, и, среди других должностей, возглавлял комитет, отвечавший за прием короля Карла II Стюарта. Новый король назначил Ричарда Сэквилля лордом-лейтенантом Миддлсекса в 1660 году. В 1660-х годах он смог восстановить многие владения и привилегии, утраченные его семьей во время Междуцарствия.
Ричард Сэквилл время от времени был поэтом. Траурное стихотворение по Бену Джонсону было включено в мемориальный том «Джонсонус Вирбиус» (1638), изданный через год после смерти поэта-лауреата. Джон Обри воспроизвел сообщение о том, что Сэквилл перевел «Сид» Корнеля. Ричард Сэквилл был избран членом Королевского общества в 1665 году.

## Семья

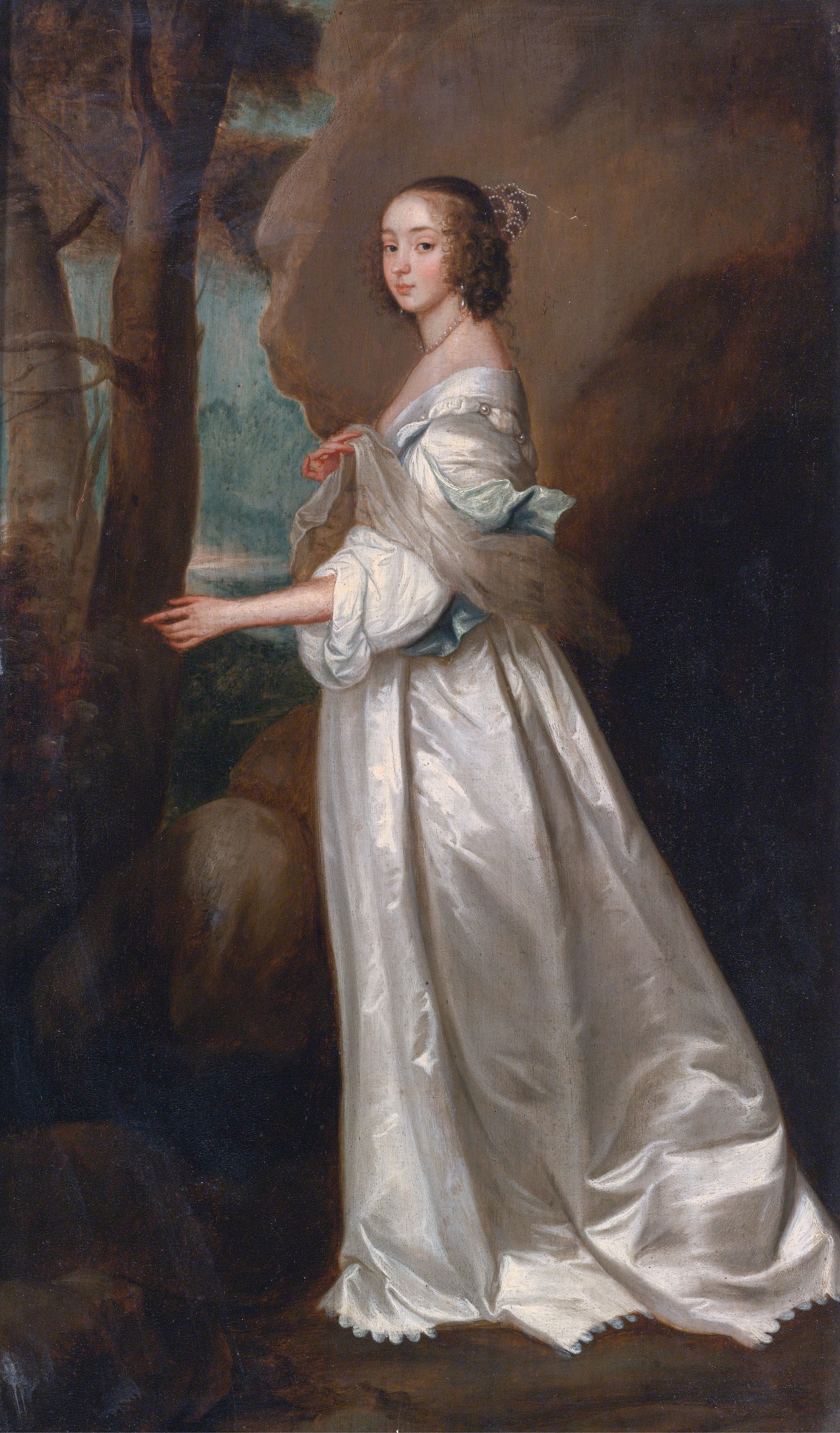
Фрэнсис Крэнфилд, леди Бакхерст (1622—1687), художник Антонис ван Дейк

В 1637 году Ричард Сэквилл женился на леди Фрэнсис Крэнфилд (1622—1687), дочери Лайонела Крэнфилда, 1-го графа Миддлсекса (1575—1645), и Энн Бретт (? — 1670). у них было семь сыновей и шесть дочерей, из которых известны:
- Леди Энн Сэквилл, жена с 1671 года Александра Хьюма, 4-го графа Хьюма (? — 1674).
- Чарльз Сэквилл, 6-й граф Дорсет (24 января 1637 — 29 января 1706)
- Мэри Сэквилл (4 февраля 1647/1648 — 4 ноября 1710), с 1665 года жена Роджера Бойла, 2-го графа Оррери[англ.] (1646—1682)
- Фрэнсис Сэквилл (род. 6 февраля 1655), жена Джорджа Лейна, 1-го виконта Лейнсборо[англ.] (ок. 1620—1683).